# Pica hudsonia
La gazza americana o gazza becconero (Pica hudsonia (Sabine, 1823)) è un uccello passeriforme appartenente alla famiglia dei corvidi.

## Etimologia
Il nome scientifico della specie, hudsonia, si rifà alla baia di Hudson, con riferimento all'areale nordamericano di distribuzione di questi uccelli.

## Descrizione

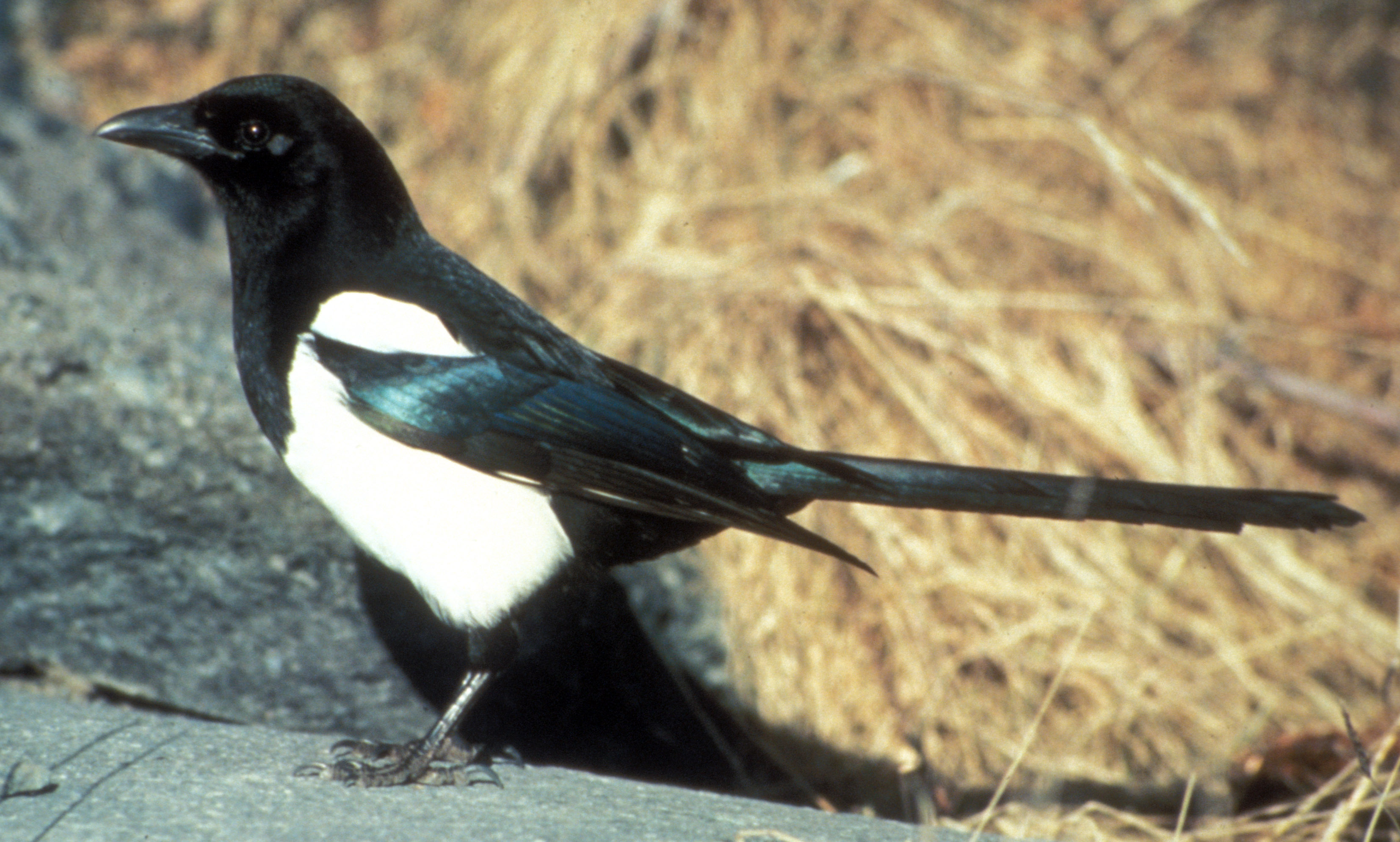
Esemplare al suolo.

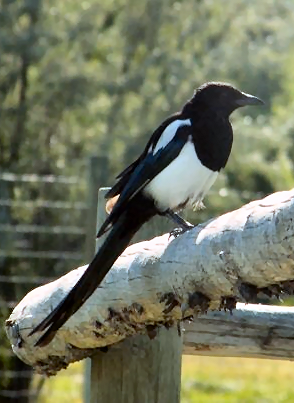
Esemplare al suolo.

### Dimensioni
Misura 45-60 cm di lunghezza, per 135-216 g di peso e 56-61 cm di apertura alare: a parità d'età, i maschi sono più pesanti e massicci rispetto alle femmine anche del 10%.

### Aspetto
Si tratta di uccelli dall'aspetto slanciato, muniti di testa arrotondata con lungo e forte becco conico dall'estremità adunca, ali lunghe e digitate, coda lunga (circa la metà della lunghezza totale, caratteristica che la gazza americana condivide in Nordamerica solo con la congenere gazza beccogiallo e con pigliamosche coda di rondine e pigliamosche coda forcuta) dalla forma romboidale e zampe forti: nel complesso, la gazza americana è molto simile alla gazza eurasiatica, rispetto alla quale è leggermente più piccola ma con coda più lunga in rapporto alle dimensioni totali, oltre a presentare i riflessi metallici della colorazione dorsale maggiormente tendenti al verde.
Il piumaggio è inconfondibile e non presenta dimorfismo sessuale: testa, parte superiore del petto, dorso, codione, coda, sottocoda, porzione centrale del ventre e parte piumata delle zampe sono di colore nero lucido, mentre petto, copritrici, scapole e fianchi sono di colore bianco latte. Le ali sono nere, con remiganti vistosamente sfumate di blu cobalto superiormente e dalla superficie inferiore biancastra: anche la coda presenta decisi riflessi bronzei, mentre riflessi metallici verdastri sono presenti sull'area cefalica.
Il becco e le zampe sono di colore nero, mentre gli occhi sono di colore bruno scuro.

## Biologia

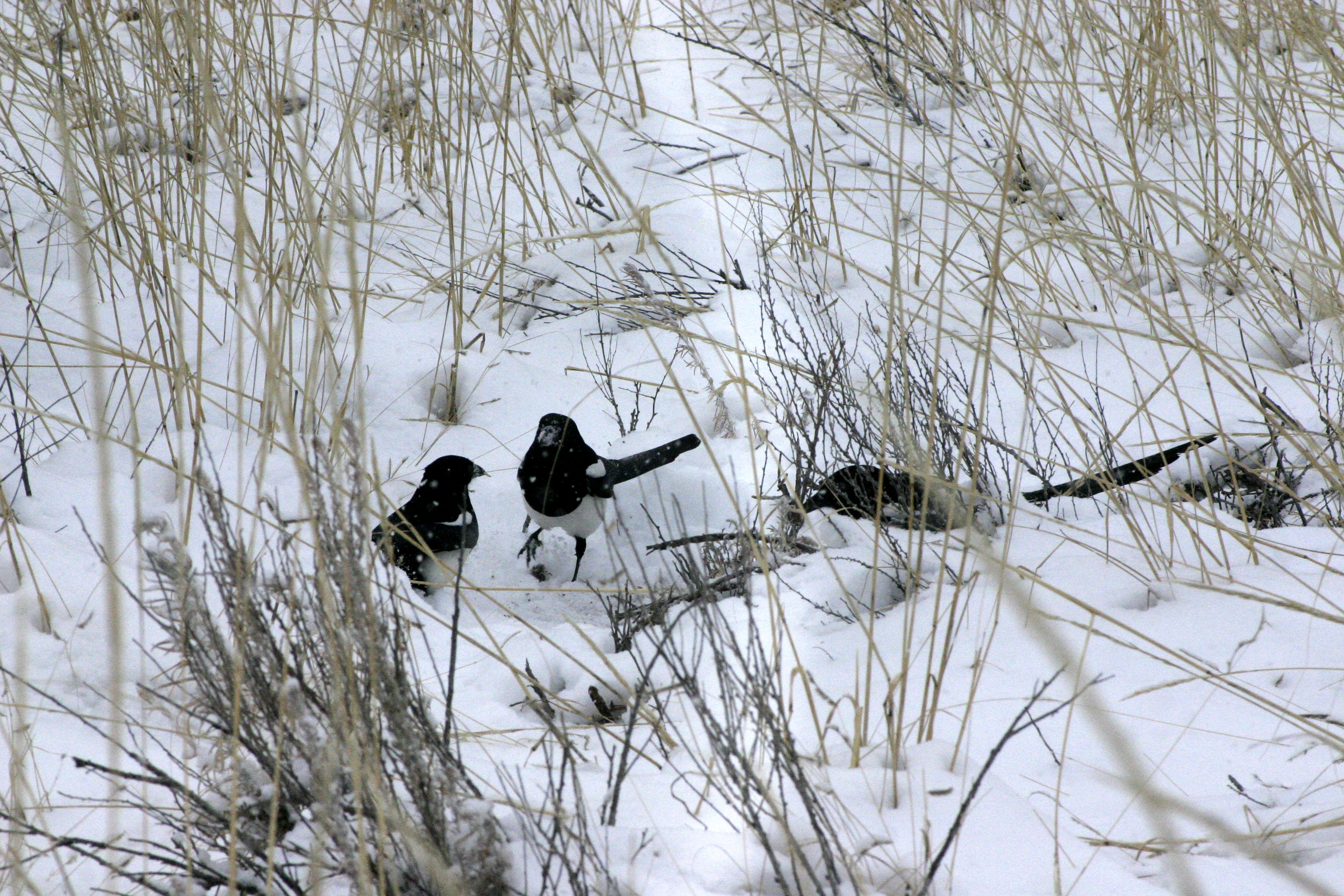
Gruppo di gazze gioca nella neve a Colorado Springs.

La gazza americana è un uccello diurno, che vive in gruppetti familiari di 6-10 individui, costituiti da una coppia riproduttrice e dai figli della nidiata dell'anno precedente: all'infuori della stagione riproduttiva, diversi di questi gruppi non di rado si aggregano verso sera sugli alberi in stormi più consistenti, che possono contare diverse centinaia di individui e la funzione dei quali è prettamente sociale (gli uccelli, infatti, nonostante il freddo non si ammassano gli uni sugli altri per tenersi caldi a vicenda, come fanno ad esempio le rondini boscherecce o i rampichini). Sebbene non si tratti in genere di uccelli territoriali, talvolta in caso di scarsità di risorse questi animali possono mostrare insofferenza nei confronti dei conspecifici: non ci sono parate aggressive, piuttosto l'animale semplicemente si posiziona su un posatoio ben in vista tenendo d'occhio l'intruso, che si allontana non appena ne nota la presenza.

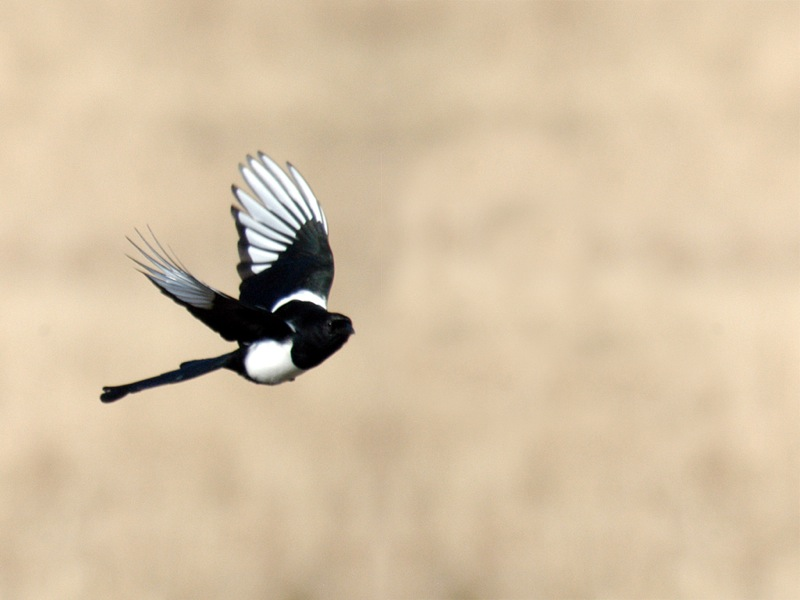
Esemplare in volo.

Le gazze passano la maggior parte della giornata alla ricerca di cibo o interagendo fra loro: questi uccelli si muovono indifferentemente al suolo (camminando impettite, e saltellando solo prima di spiccare il volo) o fra cespugli ed alberi. Il volo della gazza americana è composto dall'alternanza di battiti d'ala lenti (fra i quali le ali vengono tenute aderenti al corpo) e parti in cui le ali vengono sbattute più frequentemente per prendere quota, a creare una caratteristica traiettoria a "J".

Si tratta di uccelli monto vivaci, curiosi e intelligenti: oltre alla quasi proverbiale attrazione per gli oggetti luccicanti (comune a molti corvidi), la gazza americana è solita investigare ogni novità nel proprio territorio manipolando gli oggetti con becco e zampe. Inoltre, questi uccelli sono stati spesso osservati mentre giravano attorno ai cadaveri di loro conspecifici prima di allontanarsene, comportamento paragonato a una sorta di cerimonia funebre, anche se sono necessarie ulteriori ricerche in proposito per poterlo affermare con sicurezza.

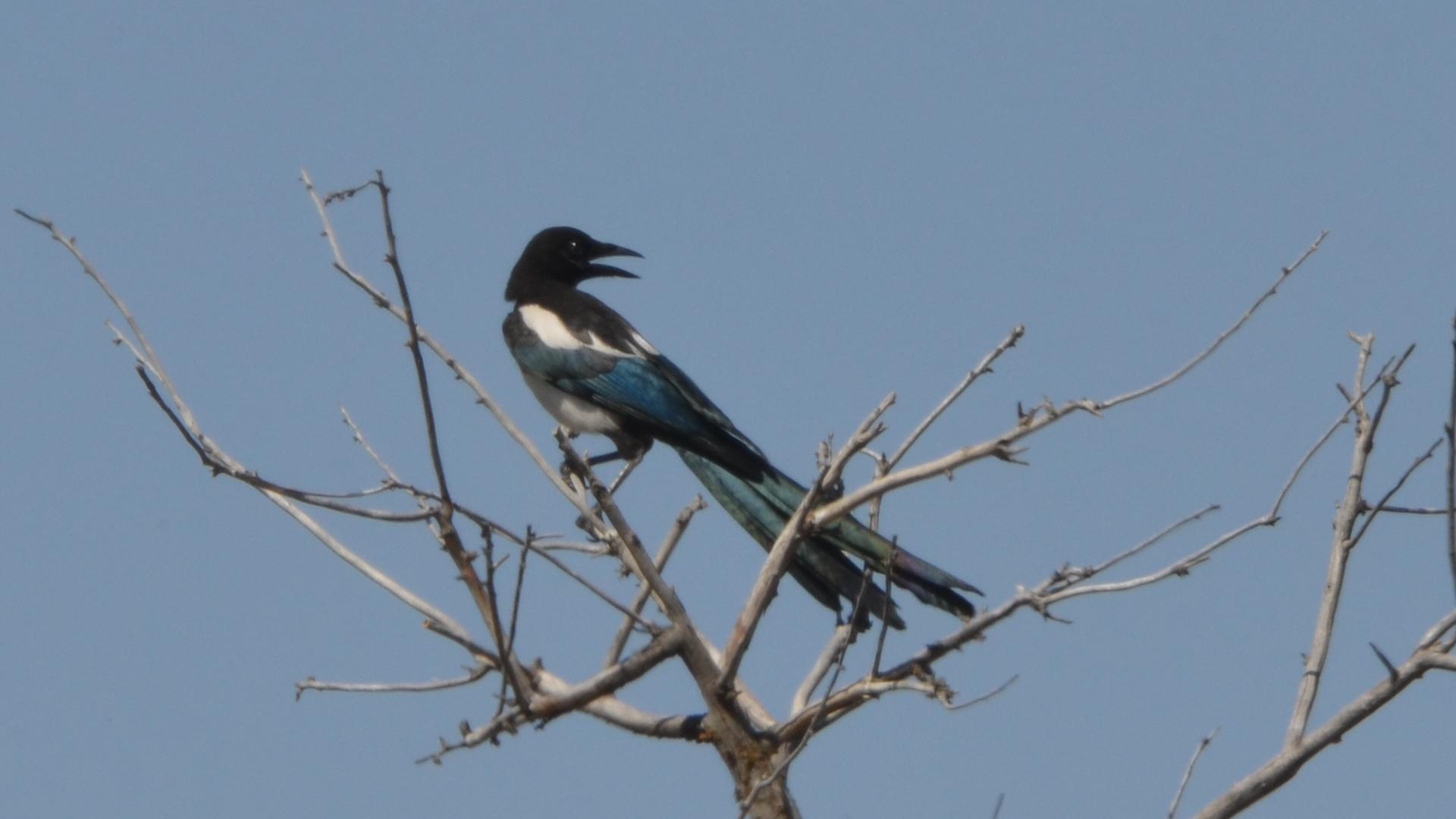
Esemplare vocalizza in Oregon.

I richiami della gazza americana sono piuttosto vari (ne sono stati identificati almeno una quindicina) e molto simili a quelli della sua controparte eurasiatica, rispetto alla quale sono marcatamente più prolungati: questi uccelli, inoltre, presentano un richiamo lamentoso d'allarme, assente nella gazza eurasiatica ma presente nella gazza beccogiallo, utilizzato per segnalare un pericolo immediato dal quale fuggire, oltre al quale è presente in questi uccelli un richiamo d'allarme "classico" (simile a quello udibile nella gazza ladra) più o meno forte a seconda della gravità del pericolo, che può essere utilizzato per indurre l'attacco negli altri membri dello stormo.

Similmente agli altri corvidi, inoltre, la gazza americana è un ottimo imitatore dei suoni dell'ambiente circostante, riuscendo a imitare anche la voce umana.

### Alimentazione

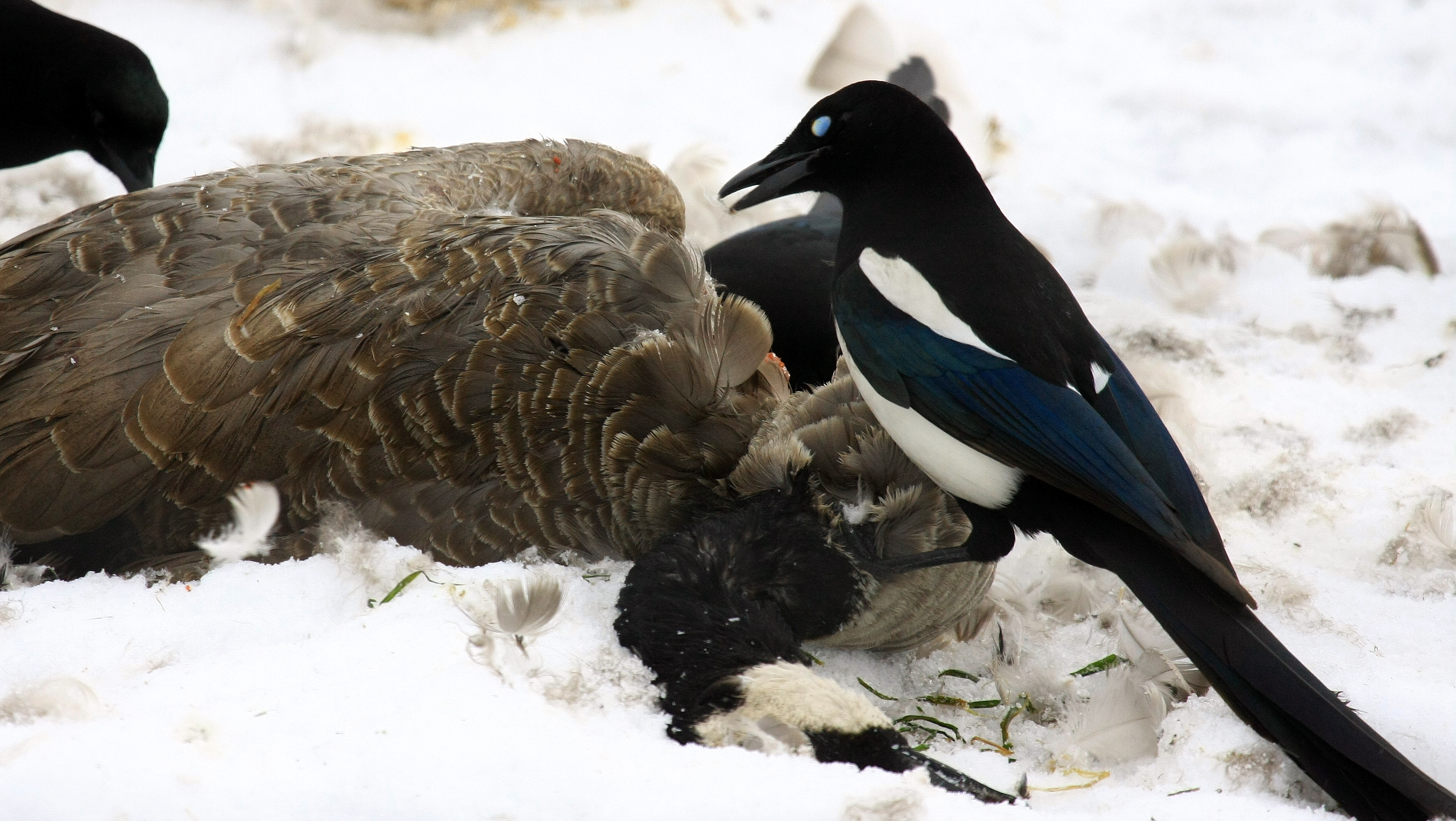
Esemplari si cibano da una carcassa di oca canadese nella contea di Washoe.

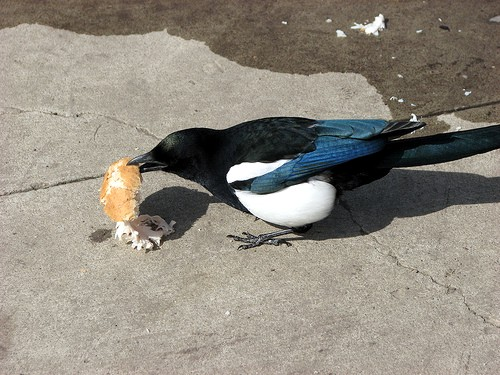
Esemplare si ciba di un panino caduto a terra a Drumheller.

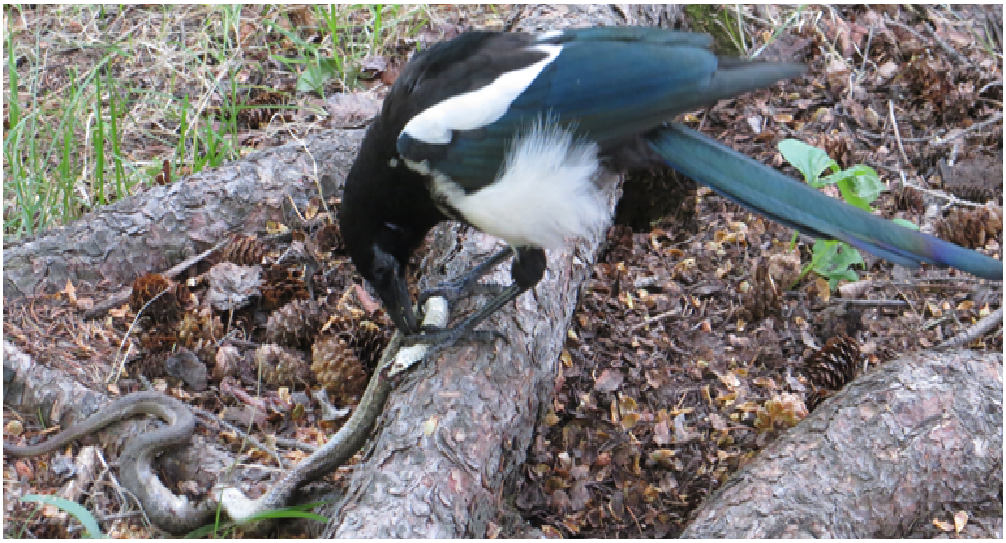
Gazza si ciba di un serpente giarrettiera sulle Montagne Rocciose.

Si tratta di uccelli onnivori e molto opportunisti, che si nutrono di qualsiasi cosa siano in grado di reperire al momento.
La componente animale è preponderante nella dieta della gazza americana: questi uccelli si nutrono infatti in massima parte di insetti ed altri invertebrati (ragni, vermi, lumache) e delle loro larve, uova e nidiacei di altre specie di uccelli, topolini e arvicole, ma possono cibarsi senza problemi anche di semi e granaglie, verdura, frutta e bacche, risultando talvolta dannosi per i raccolti. Questi animali, inoltre, possono essere frequentemente avvistati nei pressi delle carcasse degli animali uccisi da predatori più efficienti o dalle automobili, dalle quali piluccano pezzetti di carne, oltre a mangiare le larve e gli animali saprofagi che si trovano su di esse: nelle aree antropizzate, inoltre, la gazza americana è un assiduo frequentatore di cassonetti e discariche, dai quali ricava abbondanti quantità di cibo fra gli scarti alimentari dell'uomo.
Similmente ad altre specie di corvidi, inoltre, questo animale è solito interrare piccole quantità di cibo in surplus, per poi rinvenirle durante i periodi di magra, oltre a spiare gli altri uccelli che esibiscono questo comportamento al fine di rubare le loro riserve di cibo. 

### Riproduzione
Si trata di uccelli monogami: le coppie rimangono insieme per anni, talvolta per la vita, tuttavia le femmine non si fanno problemi a cambiare compagno per uno più forte anche dopo una sola stagione.

La stagione riproduttiva va da marzo a giugno: durante questo periodo, le coppie portano avanti una singola covata, sebbene in caso di fallimento di questa esse possono tentare una seconda covata.
Il maschio corteggia la femmina (che segnala la sua disponibilità all'accoppiamento mediante alti e frequenti richiami, che attirano maschi che portano offerte di cibo alla potenziale partner) spiegando e chiudendo velocemente le ali e la coda in sua direzione, evidenziando le aree bianche ed i riflessi metallici.
Il nido, molto voluminoso (60-120 cm di diamentro) e dall'inusuale forma globosa, viene costruito da ambedue i sessi in cima a un albero, e consta di una grossolana coppa basale (costruita dalla femmina) e di un tetto più rado (che viene edificato dal maschio): esso è composto principalmente da rametti intrecciati, con la parte inferiore innestata di fango e foderata internamente di pelame, piumino, fibre vegetali e pezzetti di corteccia. I nidi vengono costruiti dalle coppie con una frequenza direttamente proporzionale alla reperibilità di cibo nell'areale: le aree ricche di cibo ospitano colonie di nidi in spazi ristretti, mentre le zone più inospitali sono costellate di nidi solitari.

All'interno del nido, la femmina depone fino a 9 (generalmente 4-6) di colore verde-azzurrino con rade maculature brune, che essa cova da sola (col maschio che si occupa di somministrarle il cibo e di difendere la compagna da eventuali intrusi, anche in maniera aggressiva) per circa 25 giorni, al termine dei quali schiudono pulli ciechi e quasi completamente implumi: essi, imbeccati e accuditi da ambedue i genitori, aprono gli occhi a una settimana dalla schiusa e cominciano a tentare l'involo a circa tre settimane e mezzo di vita. Dopo l'involo, i piccoli (identici a quelli della gazza eurasiatica, dai quali si distinguono per gli occhi azzurri anziché bruni) continuano ad essere imbeccati dai genitori ancora per un mese circa, sempre meno frequentemente man mano che il tempo passa, rendendosi indipendenti a circa 70-80 giorni dalla nascita.
La maturità sessuale viene raggiunta dai giovani a un anno d'età: le femmine spesso nidificano già nella loro prima stagione fertile, mentre è raro che i maschi riescano a trovare una compagna prima del terzo anno d'età.

Il tasso di mortalità delle gazze americane è molto alto, con la speranza di vita di questi uccelli che è di due anni per le femmine e tre anni e mezzo per i maschi: il record di longevità per questi uccelli è di quindici anni e un mese, mentre in cattività essi raggiungono senza grossi problemi i 20 anni. 

## Distribuzione e habitat

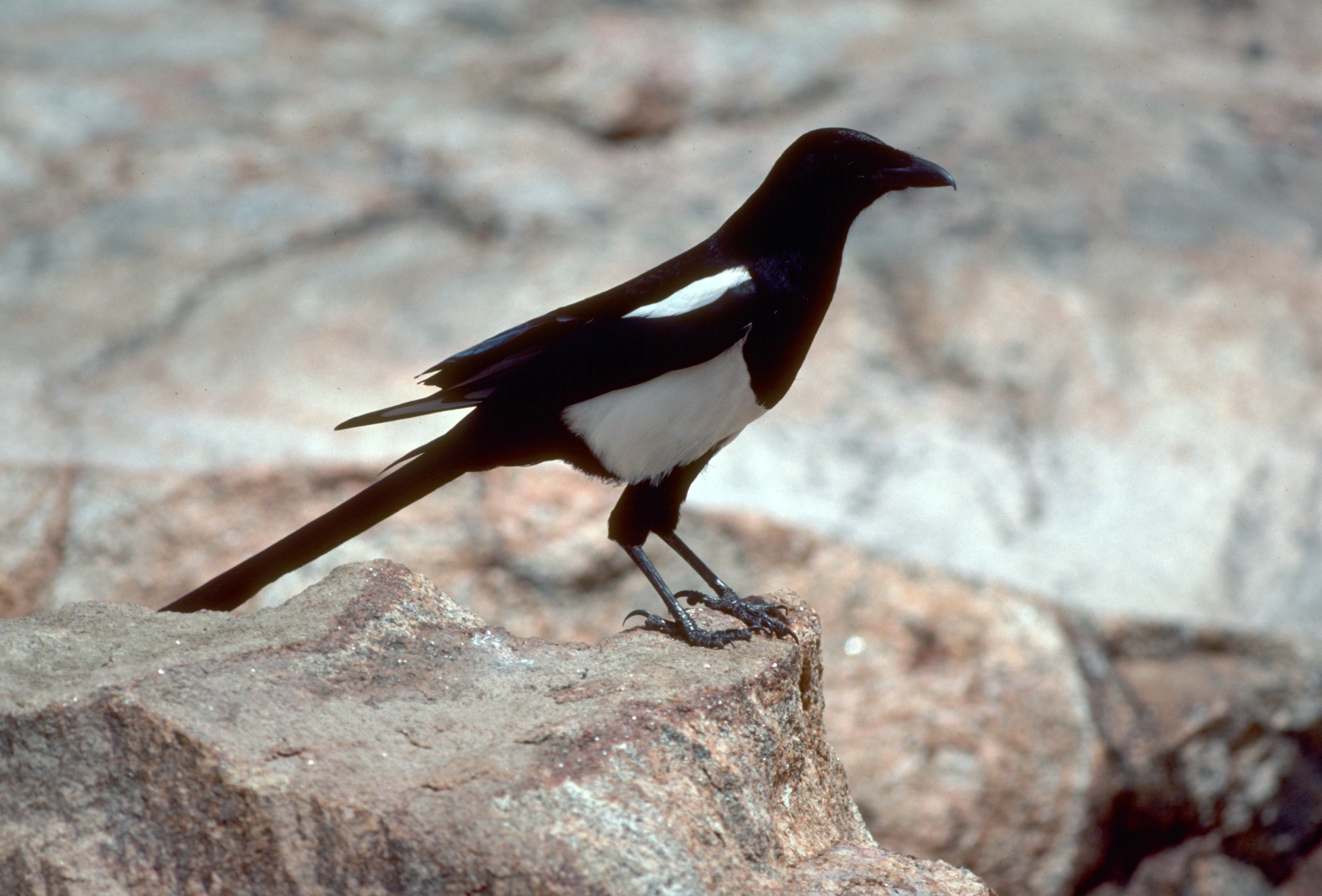
Esemplare nel parco nazionale delle Montagne Rocciose.

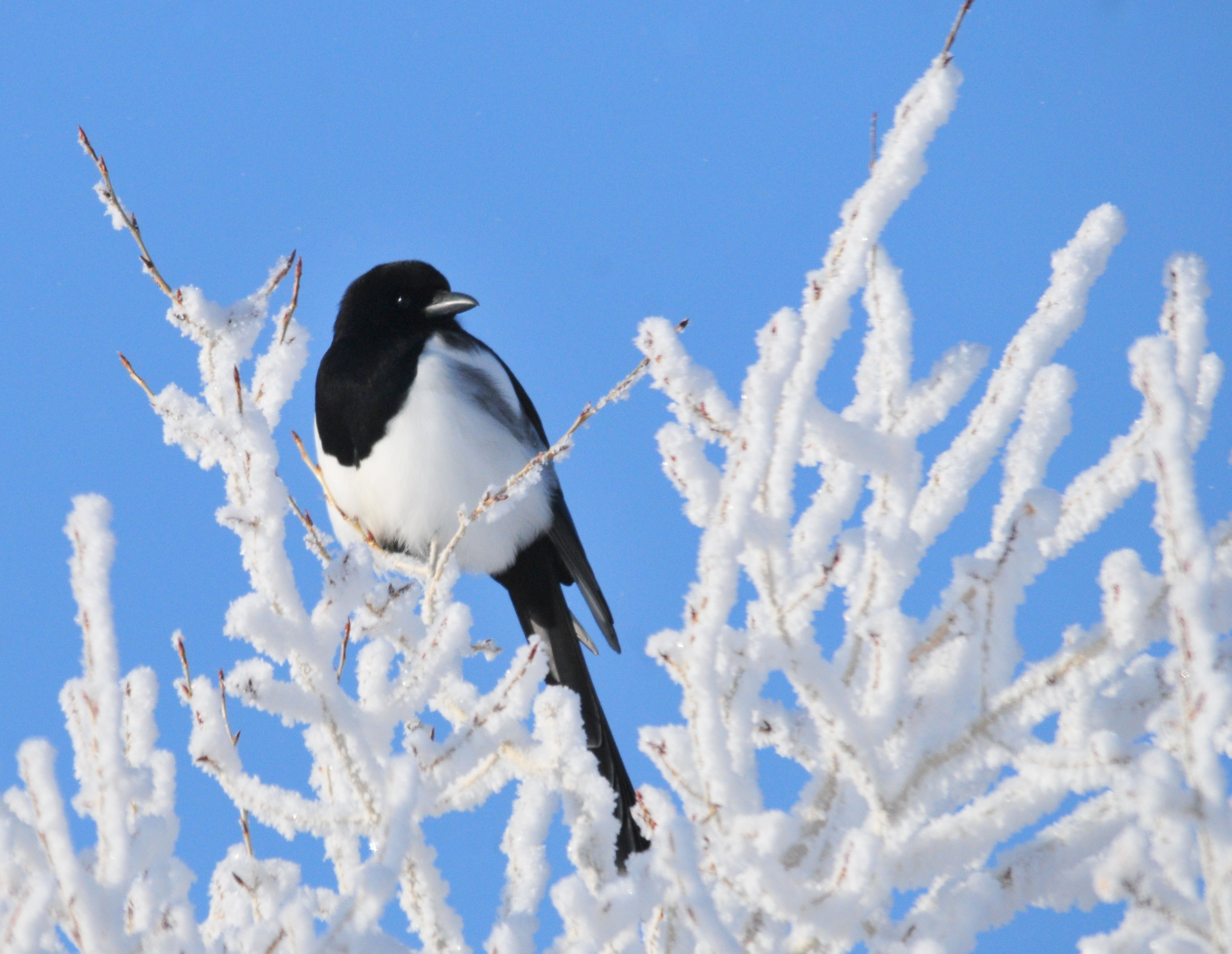
Esemplare nella contea di Sweetwater.

Come intuibile dal nome comune, la gazza americana è endemica del Nord America, del quale occupa la porzione centro-occidentale, popolando un areale che si estende dalla penisola di Alaska (isole Shumagin comprese) al nord-ovest della California (contea di Inyo) attraverso la costa pacifica, e da qui ad est fino all'Oklahoma nord-orientale e all'estremità sud-occidentale dell'Ontario.

Sebbene si tratti di uccelli stanziali, dopo la riproduzione i giovani in dispersione sono soliti compiere spostamenti anche consistenti, soprattutto le femmine, muovendosi in stormi anche numericamente consistenti.
L'habitat di questi uccelli è rappresentato dalle aree di campagna aperta con presenza di macchie alberate secondarie o primarie ma piuttosto rade e con denso sottobosco, solitamente in prossimità di fonti d'acqua dolce permanente, fino a 3000 m di quota, in aree caratterizzate da clima semiarido freddo della steppa.